# Premio BCN de Nanorrelato
El Premio de Nanorrelato Taller de Escritores es un galardón otorgado por Taller de Escritores (Barcelona). El objetivo del premio es, por un lado, ayudar a escritores noveles en su carrera literaria y, por otro, estimular la creación de relatos de longitud mínima.
El premio consta de una cantidad en metálico y de una beca para cursar un curso de narrativa en la escuela que lo convoca.
En su primera edición se presentaron más de 1500 nanorrelatos a concurso. Dado el éxito de la convocatoria, el jurado decidió, aparte de publicar el texto ganador, hacer también público el resto de finalistas, así como los tres nanorrelatos que recibieron menciones especiales.

## Palmarés
- 2009. Alejandro Alcalde (España), El artista.
- 2010. Liduvina Calatayud Cros (España), Hipotenusa imposible.
- 2012. Luciano Daniele (Argentina), Autopsia.

- Datos: Q6084374